# Clubiona anwarae
Clubiona anwarae là một loài nhện trong họ Clubionidae.
Loài này thuộc chi Clubiona. Clubiona anwarae được Biswamoy Biswas & Dinendra Raychaudhuri miêu tả năm 1996.